# Quốc hội (Bhutan)
Quốc hội Bhutan là hạ viện của Nghị viện Bhutan, gồm 47 thành viên do nhân dân bầu lên. Hạ viện Bhutan có nhiều quyền lực hơn so với Thượng viện Bhutan.

## Lịch sử
Quốc hội Bhutan được thành lập dựa trên một sắc lệnh do đức vua Jigme Dorji Wangchuck ban hành vào năm 1953 và là một nghị viện đơn nhất trong cơ cấu tổ chức nhà nước dân chủ do ông lập ra. Vào năm 1971, đức vua Jigme Dorji Wangchuck cho phép Quốc hội phế truất Quốc vương đương nhiệm bằng một nghị quyết do ⅔ tổng số đại biểu Quốc hội tán thành và thông qua. Thủ tục trên được giữ lại trong Hiến pháp 2008 của Bhutan, bên cạnh đó còn bổ sung trường hợp thông qua nghị quyết chấp thuận cho Quốc vương đương nhiệm thoái vị tự nguyện bằng một nghị quyết do ¾ tổng số đại biểu Nghị viện và nhân dân cả nước thông qua.

## Hệ thống đầu phiếu
Các đại biểu Hạ viện được bầu lên bởi nhân dân tại các khu vực bầu cử nơi họ đại diện. Trong kỳ bầu cử đầu tiên, cử tri cả nước sẽ bỏ phiếu cho các đảng chính trị. Tại kỳ bầu cử thứ hai, hai đảng chính trị có số phiếu bầu cao nhất sẽ cử các đảng viên của mình để đại diện cho 47 khu vực bầu cử trên khắp cả nước. Một đảng viên sẽ trở thành đại biểu Hạ viện của một khu vực bầu cử khi họ nhận được số phiếu cao nhất trong kỳ bầu cử tại khu vực bầu cử nơi họ đại diện.

## Danh sách Chủ tịch Hạ viện Bhutan
Dưới đây là danh sách các đời Chủ tịch Hạ viện Bhutan
| Tên                     | Chấp chính | Rời nhiệm sở |
| ----------------------- | ---------- | ------------ |
| Dasho Kesang Dawa       | 1953       | 1955         |
| Dasho Thinley Dorji     | 1956       | 1963         |
| Dasho Tamji Jagar       | 1964       | 1965         |
| Nidup Yanglop           | 1966       | 1968         |
| Dasho Kesang Dawa       | 1969       | 1971         |
| Dasho Shingkhar Lam     | 1971       | 1974         |
| Nidup Yanglop           | 1974       | 1977         |
| Dasho Tamji Jagar       | 1977       | 1988         |
| Lyonpo Sangye Penjor    | 1988       | 1989         |
| Dasho Passang Dorji     | 1989       | 1997         |
| Lyonpo Kinzang Dorji    | 1997       | 2000         |
| Dasho Ugyen Dorji       | 2000       | 2007         |
| Lyonpo Jigme Tshultim   | 2008       | 2013         |
| Lyonpo Jigme Zangpo     | 2013       | 2018         |
| Lyonpo Wangchuk Namgyel | 2018       | –            |

## Khu vực bầu cử
Danh sách 47 khu vực bầu cử Quốc hội Bhutan tính tới năm 2017:
| Huyện        | Khu vực bầu cử            | Huyện            | Khu vực bầu cử            |
| ------------ | ------------------------- | ---------------- | ------------------------- |
| Bumthang     | Chhoekhor Tang            | Samdrup Jongkhar | Dewathang Gomdar          |
| Bumthang     | Chhumig Ura               | Samdrup Jongkhar | Jomotshangkha Martshala   |
| Chhukha      | Phuentshogling            | Samtse           | Dophuchen Tading          |
| Chhukha      | Bongo Chapchha            | Samtse           | Phuentshogpelri Samtse    |
| Dagana       | Drukjeygang Tseza         | Samtse           | Tashichhoeling            |
| Dagana       | Lhamoi Dzingkha Tashiding | Samtse           | Ugyentse Yoeseltse        |
| Gasa         | Khamaed Lunana            | Sarpang          | Gelegphu                  |
| Gasa         | Khatoed Laya              | Sarpang          | Shompangkha               |
| Haa          | Bji Kar Tshog Uesu        | Thimphu          | North Thimphu             |
| Haa          | Sombaykha                 | Thimphu          | South Thimphu             |
| Lhuentse     | Gangzur Minjey            | Trashigang       | Bartsham Shongphu         |
| Lhuentse     | Maenbi Tsaenkhar          | Trashigang       | Kanglung Samkhar Udzorong |
| Mongar       | Dramedtse Ngatshang       | Trashigang       | Radhi Sakteng             |
| Mongar       | Kengkhar Weringla         | Trashigang       | Thrimshing                |
| Mongar       | Monggar                   | Trashigang       | Wamrong                   |
| Paro         | Dokar Sharpa              | Trashi Yangtse   | Bomdeling Jamkhar         |
| Paro         | Lamgong Wangchang         | Trashi Yangtse   | Khamdang Ramjar           |
| Pema Gatshel | Khar Yurung               | Trongsa          | Draagteng Langthil        |
| Pema Gatshel | Nanong Shumar             | Trongsa          | Nubi Tangsibji            |
| Pema Gatshel | Nganglam                  | Tsirang          | Kilkhorthang Mendrelgang  |
| Punakha      | Kabisa Talog              | Tsirang          | Sergithang Tsirang Toed   |
| Punakha      | Lingmukha Toedwang        | Wangdue Phodrang | Athang Thedtsho           |
| Zhemgang     | Bardo Trong               | Wangdue Phodrang | Nyishog Saephu            |
| Zhemgang     | Panbang                   |                  |                           |

## Tổ chức
Quốc hội hiện tại là Quốc hội khóa 2 của Bhutan sau Hiến pháp 2008, được bầu vào ngày 13 tháng 7 năm 2013.

### Các ủy ban
Quốc hội hiện nay có 10 ủy ban thường trực và con số này có thể thay đổi. Hai ủy ban được thành lập sớm nhất là Ủy ban Lập pháp và Ủy ban Tài chính Công vào năm 2003 và năm 2004. 8 ủy ban khác được tổ chức lại tại kỳ họp đầu tiên của Quốc hội khóa II sau khi thực hiện nền dân chủ nghị viện. Các ủy ban và chức năng của chúng được quy định bởi Luật Quốc hội năm 2008 và Quy tắc nghị sự của Quốc hội năm 1997.
- Ủy ban Lập pháp
- Ủy ban Tài chính Công (Ủy ban Hỗn hợp)
- Ủy ban Đối ngoại
- Ủy ban Văn hóa & Xã hội
- Ủy ban Nhân quyền
- Ủy ban Quản trị tốt
- Ủy ban Phát triển Đô thị và Môi trường
- Ủy ban Phụ nữ, Trẻ em và Thanh niên
- Ủy ban Phát triển Kinh tế và Khu vực Tư nhân
- Ủy ban Hoạt động của Nghị sĩ
- Ủy ban Tài chính